# Leocereus bahiensis

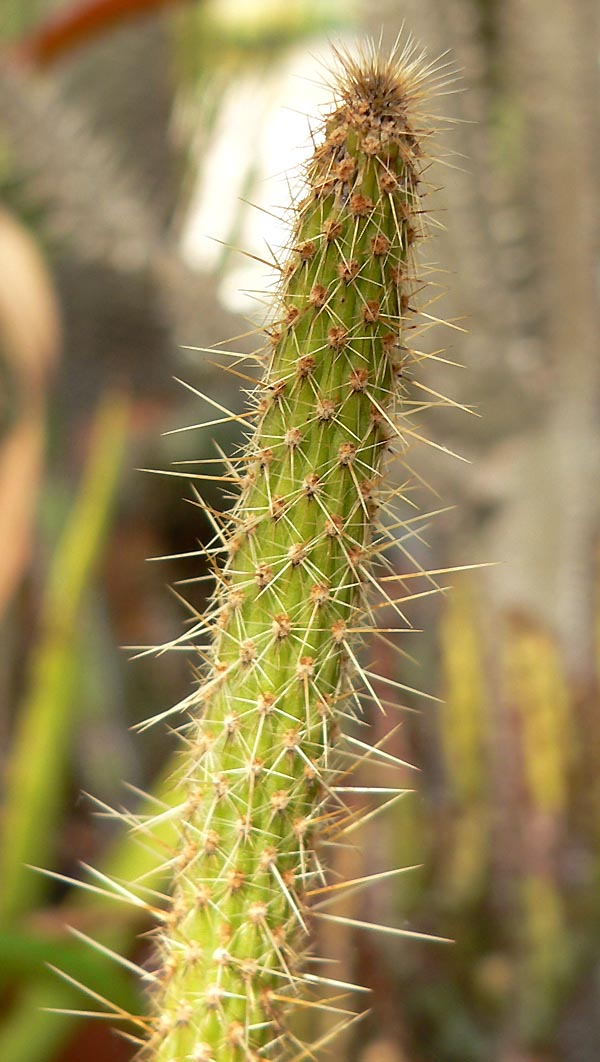
Leocereus bahiensis

Leocereus bahiensis ist die einzige Pflanzenart der monotypischen Gattung Leocereus in der Familie der Kakteengewächse (Cactaceae). Der botanische Name der Gattung ehrt den brasilianischen Botaniker Antônio Pacheco Leão (1872–1931), einen Direktor des Botanischen Gartens von Rio de Janeiro.  Das Artepitheton bahiensis verweist auf das Vorkommen der Art im brasilianischen Bundesstaat Bahia.

## Beschreibung
Der aufrechte oder sich etwas der Länge nach hinstreckende, wenig verzweigte Leocereus bahiensis erreicht Wuchshöhen von bis zu 3 Metern. Seine olivgrünen, zylindrischen, schlanken Triebe sind holzig, werden bis zu 2 Meter lang und erreichen Durchmesser zwischen 1 und 2,5 Zentimeter. Die 10 bis 19 Rippen sind gerundet, stumpf und niedrig. Die kreisrunden Areolen sind 4 bis 7 Millimeter voneinander entfernt. Die 8 bis 16 schlanken, nadelartigen Dornen sind gelblich bis dunkelbraun.
Die weißen, röhrenförmigen Blüten sind 40 bis 57 Millimeter lang, haben einen Durchmesser von 20 bis 25 Millimeter und öffnen sich in der Nacht. Sie erscheinen in der Nähe des Scheitels. Der grüne, beschuppte Blütenbecher hat blasse, bis zu 4 Millimeter lange Dornen in den Axillen. Die bis zu 12 Millimeter lange Blütenröhre ist grün und mit dunklen Haaren und Borsten bedeckt.
Die roten, nicht aufreißenden Früchte sind kugelförmig bis länglich und sind bei einem Durchmesser von 19 bis 32 Millimeter 23 bis 31 Millimeter lang. Die glänzend schwarzen Samen sind 1,3 bis 1,8 Millimeter lang.

## Verbreitung, Systematik und Gefährdung
Das Verbreitungsgebiet von Leocereus bahiensis reicht, in Höhenlagen von 550 bis 1500 Metern, vom Norden des brasilianischen Bundesstaats Bahia bis nach Minas Gerais.
Die Erstbeschreibung der Gattung und der heute noch verbliebenen einzigen Art erfolgte 1920 durch Nathaniel Lord Britton und Joseph Nelson Rose.
In der Roten Liste gefährdeter Arten der IUCN wird die Art als „Least Concern (LC)“, d. h. als nicht gefährdet geführt.

## Nachweise